# コンバラトキシン
コンバラトキシン（英: Convallatoxin）は強心配糖体の一種。スズランやドイツスズランに含まれる。

## 性質
スズランの全草に、コンバラマリンとともに含まれる。水1Lに対し500mgの水溶性があり、スズランの全草を浸した液はジギタリスの10ないし15倍の強心作用がある。大量に摂取すると呼吸停止や心不全を引き起こし、スズランを挿した花瓶の水を飲んだ子どもが死亡した事例がある。山菜のオオアマドコロやギョウジャニンニクと誤認されることがあり、おひたしおよび油炒めにした場合の調理品への残留量は、それぞれ74%と40%であった。脂溶性であるため、一部は調理油に溶出した。250℃程度までは、加熱に対し安定している。